# 1493 Sigrid
1493 Sigrid è un asteroide della fascia principale del diametro medio di circa 24,03 km. Scoperto nel 1938, presenta un'orbita caratterizzata da un semiasse maggiore pari a 2,4294535 UA e da un'eccentricità di 0,2020266, inclinata di 2,58553° rispetto all'eclittica.
L'asteroide è dedicato alla moglie dell'astronomo danese Bengt Strömgren.